# Брейтенбихер, Дмитрий Васильевич
Дми́трий Васи́льевич Бре́йтенбихер (род. 16 июля 1975, Павлодар, Казахская ССР, СССР) — российский банкир и финансист, медийная персона, автор песен, автор колонок в СМИ.

## Биография
Родился 16 июля 1975 года в городе Павлодар (Казахская ССР). Происходит из семьи российских немцев, обосновавшихся в России во времена Екатерины II, раскулаченных и высланных в Казахстан в 1930-е годы.

## Образование
В 1996 году окончил Новосибирский государственный университет, факультет «Экономическая кибернетика» со степенью магистра экономики. Имеет также квалификацию «юрист», степень МВА Frankfurt Business School Frankfurt, степень MBA в Финансовом Университете при Правительстве РФ. Имеет квалификационные аттестаты ФСФР 1.0, 4.0, 5.0, а также дипломы и сертификаты Stanford University, Institute for Management Development (IMD), Moscow school of management «Сколково».

## Банковская деятельность
В финансовой сфере с 1996 года. В 1998 году перешёл в Банк Москвы, где в 2016 году стал вице-президентом и директором департамента частного банковского обслуживания. После присоединения банка к ВТБ в 2016 году занял должность старшего вице-президента и руководителя направления Private Banking. С 2021 года возглавляет второй состоятельный сегмент - Привилегию ВТБ.
Под его руководством Private Banking ВТБ неоднократно становился лауреатом профессиональных премий, в том числе в 2020 году Private Banking ВТБ стал лучшим по обслуживанию владельцев бизнеса и инвестициям в рейтинге международной группы Euromoney, три года подряд возглавляет рейтинг журнала Forbes «Лучшие российские банки для миллионеров» (2020 г., 2021 г., 2023 г.). 
На данный момент объем средств под управлением Private Banking и Привилегии ВТБ достигает более 6 триллионов рублей.
В 2013 году Брейтенбихер стал победителем премии SPEAR’S Russia Wealth Management Awards в номинации «Частный банкир года». В 2021 году возглавил рейтинг топ-менеджеров российских подразделений private banking по версии журнала «Банковское обозрение» и аналитического центра «БизнесДром», а в 2023 году был признан «Легендой индустрии» (Wealth Navigator).
Под управлением Дмитрия Брейтенбихера в 2022 году Private Banking и Привилегия ВТБ победили в номинации «Банк-лидер для UHNWI, HNWI, Top Affluent» (Wealth Navigator). В 2023 году - в номинациях "Банк для людей дела» (Компания будущего»), Лидер на рынке управления крупным семейным капиталом» (FinAward), Самые доходные классические и альтернативные инвестиции» (Wealth Navigator). В 2023 году Привилегия ВТБ вошла в топ-3 лучших банков для премиальных клиентов и стала лучшим банком в работе с мягкими валютами (Frank Research Group), а Private Banking ВТБ - лучшим private banking на российском рынке (Welath Navigator).
Family Office Private Banking ВТБ ежегодно с 2020 года признается лучшим в России (московский форум семейных офисов, SPEAR'S, Welath Navigator).

## Медийная деятельность
Участник КВН сезонов 1997, 1998 года в составе команды НГУ и сезона 2001 в составе команды «Сибирские сибиряки».
Поэт, автор слов ко многим песням Александра Пушного, в частности, к альбомам «#недошуток» (2015) и «Как правило — без правил!» (2017).
С 16 сентября 2018 года по 26 декабря 2021 года защищал интересы телезрителей в телевизионной игре «Что? Где? Когда?», сменив на этом посту Владимира Верхошинского. В специгре зимней серии 2020 года, посвященной юбилею «Что? Где? Когда?», дебютировал в качестве знатока (провел за столом 5 раундов, ответов не давал, игра завершилась поражением знатоков).
В мае 2020 года совместно с певицей Пелагеей принял участие в телеигре «Кто хочет стать миллионером?».
Является автором колонок в таких журналах как «Русский пионер», Forbes, Esquire.

## Личная жизнь
Женат, есть двое детей.